# Phoxocephalus homilis
Phoxocephalus homilis är en kräftdjursart. Phoxocephalus homilis ingår i släktet Phoxocephalus och familjen Phoxocephalidae. Inga underarter finns listade i Catalogue of Life.